# Diploglossus millepunctatus
Diploglossus millepunctatus là một loài thằn lằn trong họ Anguidae. Loài này được O'Shaughnessy mô tả khoa học đầu tiên năm 1874.

## Hình ảnh

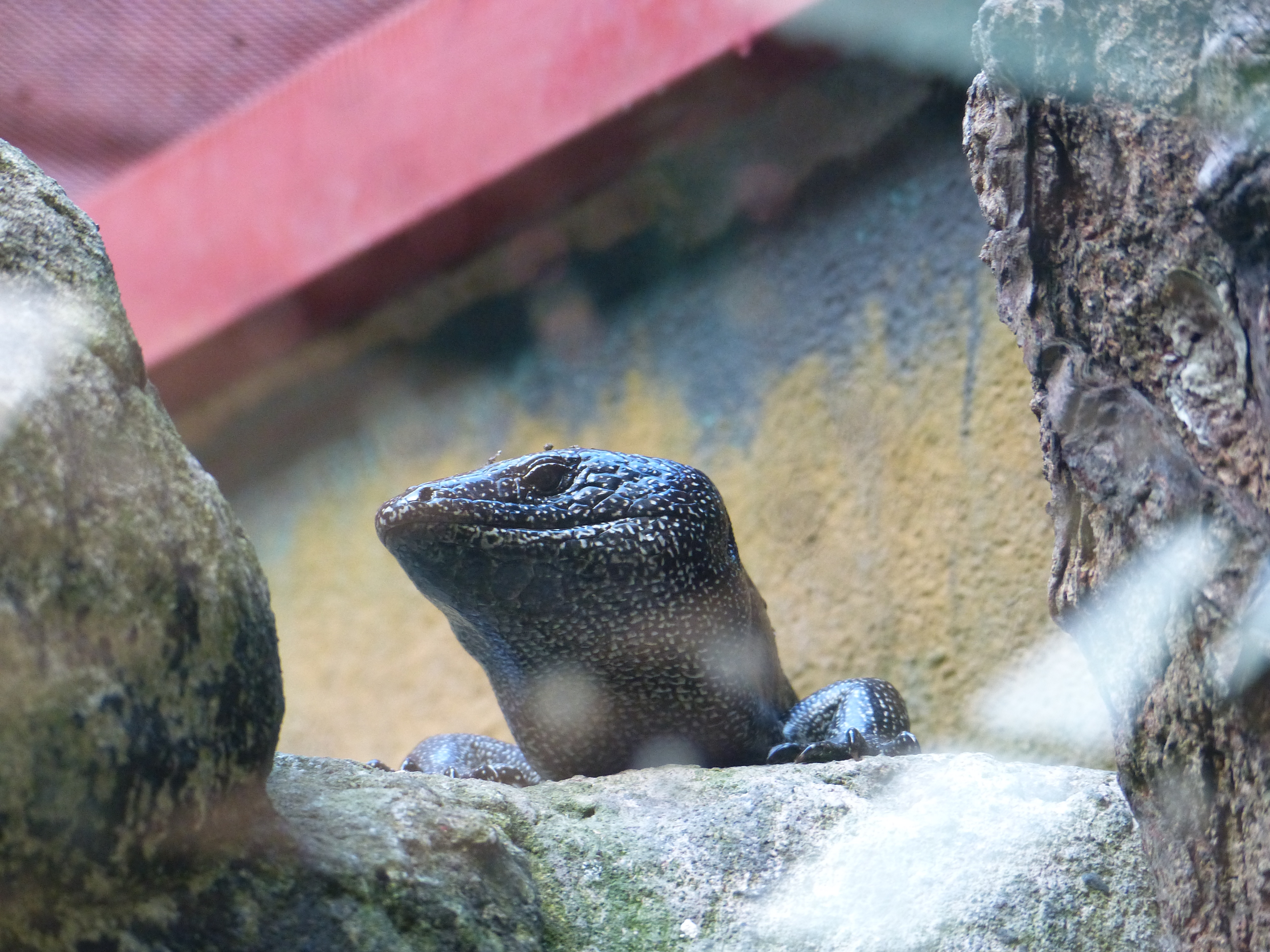